# Hedonism Resorts
Hedonism é um resort naturista localizado na Jamaica, de propriedade da Marshmallow Ltd, chefiada por Harry Lange. Em 2020, apenas o Hedonism II estava em operação. Nunca houve um Hedonism I e o Hedonism III fechou em 2010.

## História
O Hedonism II foi inaugurado em 1976 como "Negril Beach Village" e renomeado em 1981. Foi construído pelo Governo da Jamaica a um custo de US$ 10 milhões. Ocupando 22 acres (89 000 m²) no extremo norte da praia de Negril, os edifícios de dois andares dispõem de 280 quartos. Uma participação de 50% foi comprada pela SuperClubs em 1989, uma empresa de propriedade de John Issa, por US$ 12,25 milhões. Em 26 de fevereiro de 2013, foi vendido para a Marshmallow Ltd, liderada por Harry Lange, com a família Issa detendo ações minoritárias e Kevin Levee, funcionário da SuperClubs há 28 anos, permanecendo como gerente geral.
O Hedonism III foi inaugurado em 1999, ocupando 10 acres (40 000 m²) e contendo 225 quartos no edifício de 3 andares; em agosto de 2010, o prédio fechou temporariamente para permitir obras de remodelação. Ele reabriu em 14 de outubro, como "SuperFun Beach Resort and Spa" e não permitia topless ou nudismo. Entretanto, a empresa entrou em recuperação judicial em março de 2011 e fechou definitivamente em junho de 2011.
A nudez pública é ilegal na Jamaica, mas as leis não são aplicadas dentro do resort privado. Em 2001, um casamento com oito casais sem roupas no Hedonism III causou protestos do ministério de turismo e dos apresentadores de programas de rádio, que chamaram o evento de "impróprio e ofensivo"; em fevereiro de 2003, 29 casais repetiram o feito. A impresa relatou que a prática de swing é comum, inclusive nas banheiras de hidromassagem. No entanto, o proprietário do SuperClubs, John Issa, disse que não tinha conhecimento disso. Ele também declarou que não estava administrando um "bordel" e que, até onde sabia, "prostitutas não estavam trabalhando" no Hedonism. Issa processou duas pessoas de Miami, Flórida, por e-mails enviados em 2007 e 2008 que, segundo ele, continham "declarações difamatórias" sobre as atividades do resort.
Em 2011, Issa declarou que se sente satisfeito com a imagem de libertinagem do hotel. Em 2014, ele supostamente promoveu atividades bissexuais no Hedonism III. Em setembro de 2009, a Hedonism Resorts perdeu um julgamento na OMPI contra a Relevansanalys relacionado ao registro do domínio de internet 'hedonismhotels.com'. Em julho de 2020, a loja de cannabis Hedo Weedo foi inaugurada dentro do resort, o primeiro local com maconha regulamentada na Jamaica.

## Na cultura popular
No episódio "Dwight's Speech" de The Office, Kevin Malone sugere que Jim Halpert vá para o Hedonism. Ele descreve o hotel como "Club Med, mas todo mundo nu". Em 2010, o comediante Daniel Tosh do Tosh.0 satirizou a empresa após um vídeo viral mostrar um cliente desfilando numa sunga.